# Tong Fuk
Tong Fuk is een dorp en gebied op het Hongkongse eiland Lantau. Het dorp ligt aan zee en er is een zandstrand. Veel toeristen komen hier op zonnige dagen. De uitmonding van de rivier Ma Po Ping stroomt door het dorp. In het verleden bevond zich in de omgeving de Ma Po Ping Prison. South Lantau Road is de belangrijkste weg door het dorp.